# Synema decens
Synema decens là một loài nhện trong họ Thomisidae.
Loài này thuộc chi Synema. Synema decens được Ferdinand Karsch miêu tả năm 1878.

## Hình ảnh

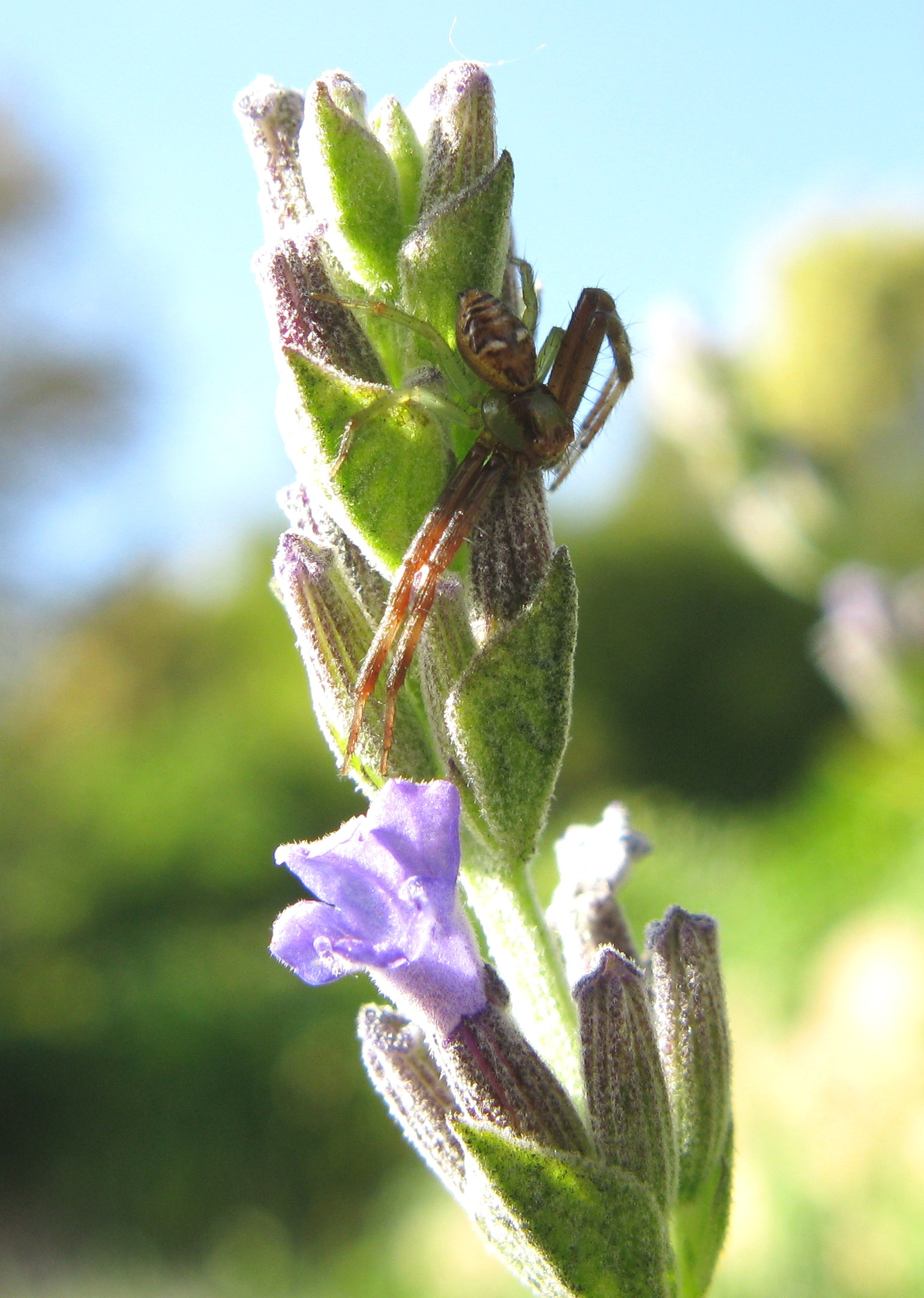
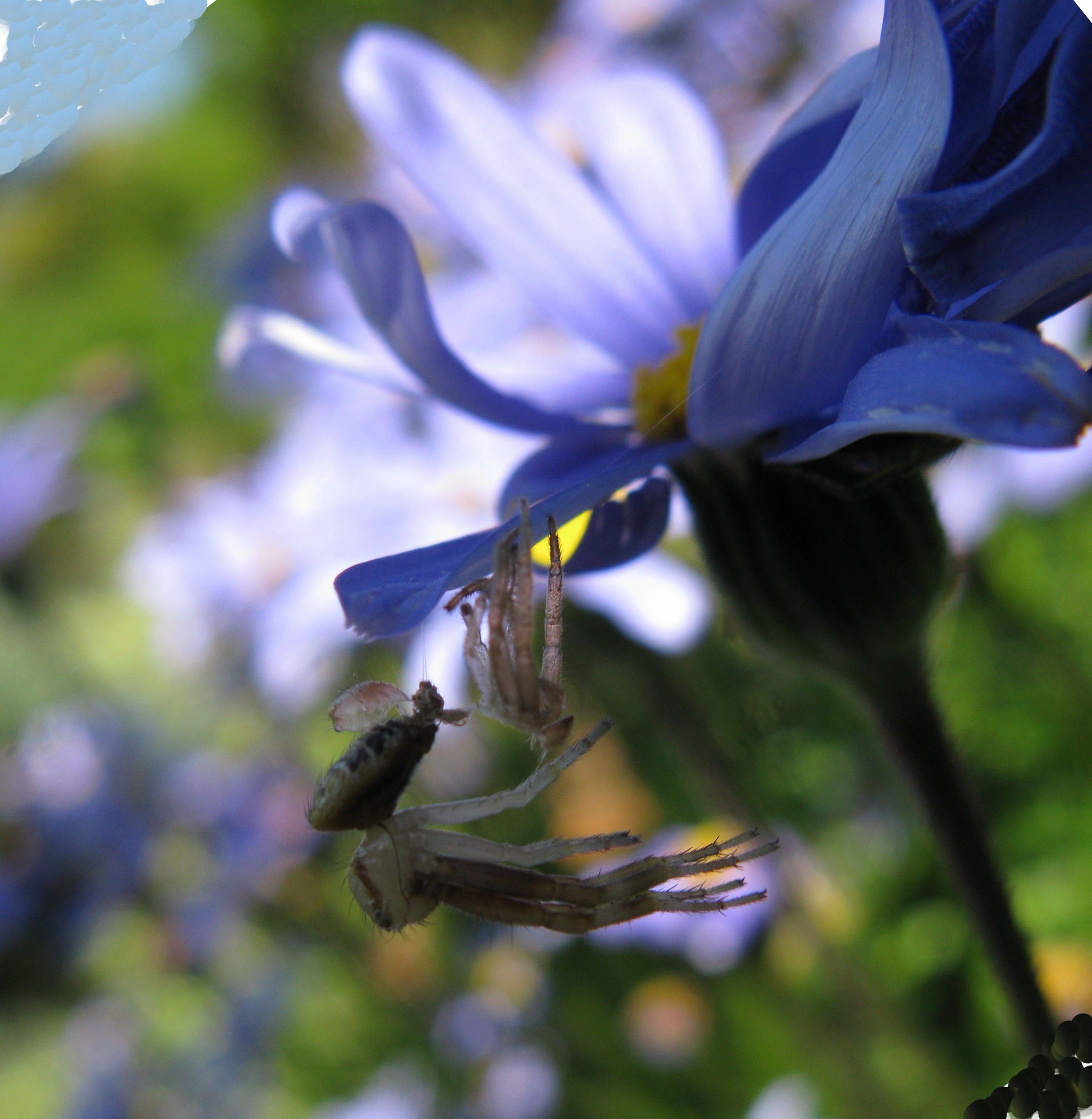
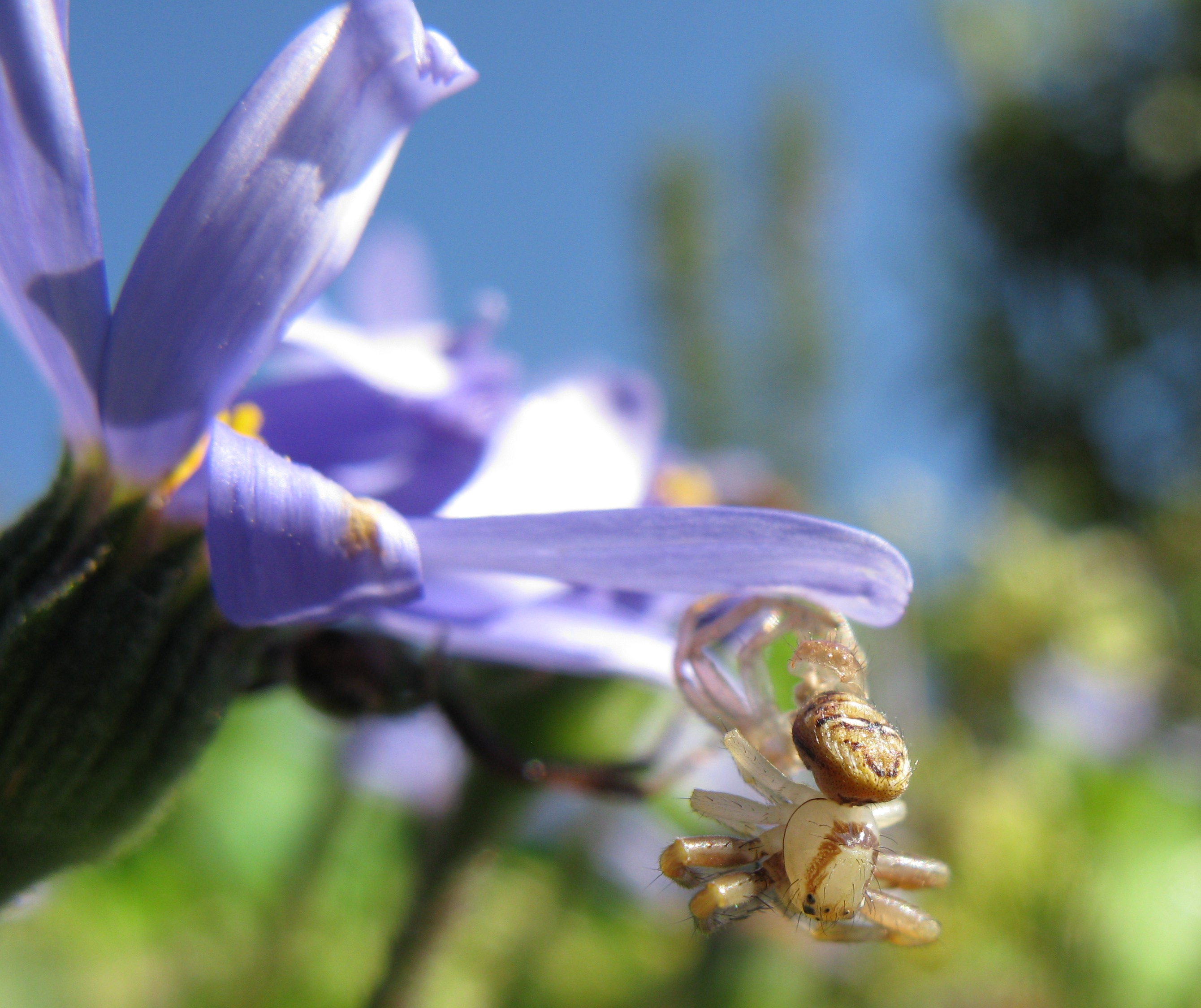
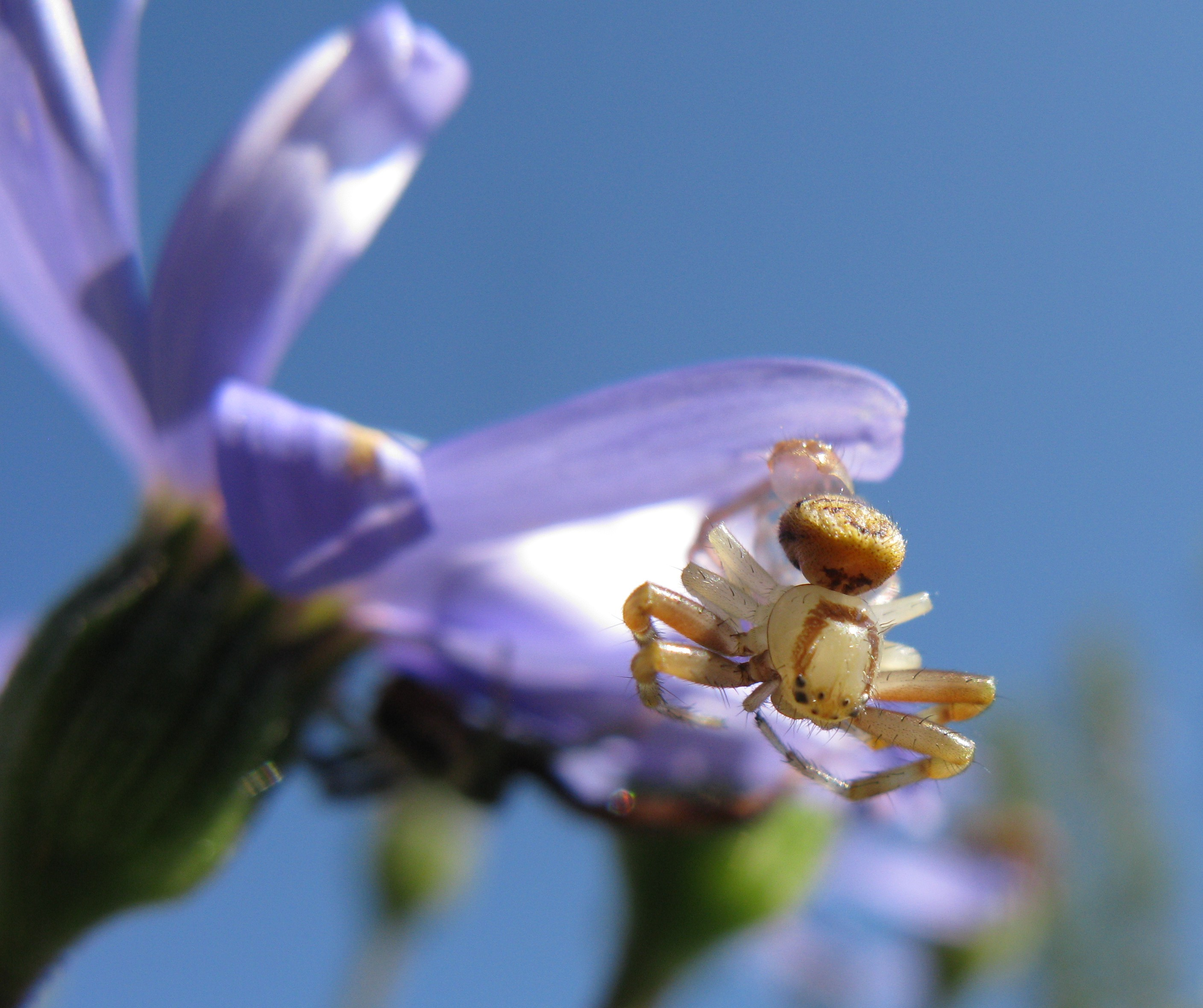